# Tången, Stenungsunds kommun
Tången är en bebyggelse i Stenungsunds kommun i Västra Götalands län. SCB avgränsade här 2020 en småort.